# Moč glasbe nas združuje
Moč glasbe nas združuje (okrajšava MGNZ) je glasbeno-razvedrilna oddaja, ki nastaja v neodvisni produkciji in jo predvajajo številne televizijske, tudi radijske, postaje po Sloveniji. Glasbeni program obsega aktualno glasbo, predvsem pa večne uspešnice. Glasbeniki v tej oddaji praznujejo tudi svoje jubileje glasbenega ustvarjanja.

## Prireditev
Ime koncertno-televizijske prireditve Moč glasbe nas združuje sporoča, da nas glasba združuje medgeneracijsko in medkulturno, saj so nastopajoči iz več generacij in držav. V sklopu prireditev želijo pomagati sočloveku v stiski. Številni priznani hrvaški glasbeniki so Moč glasbe nas združuje primerjali z njihovo prireditvijo Lijepom našom, ki jo predvaja hrvaška nacionalna televizija. Poslanstvo projekta Moč glasbe nas združuje je ohranjati glasbeno dediščino s poudarkom na nostalgiji. Nastope spremljajo plesne skupine oz. plesni pari ter folklorni plesalci. V minulih letih sta bili priljubljeni rubriki Zgodbe, kot jih piše življenje, kjer so bili predstavljeni ljudje s težkimi življenjskimi preizkušnjami in Ulični ulov, kjer so mimoidoči prepevali pesmi glasbenikov, ki so bili napovedani za nastop na prihajajoči prireditvi.
Idejni vodja, ustanovitelj, izvršni producent, scenarist in scenograf je Denis Poštrak. Skupaj z organizatorjem je prireditev Moč glasbe nas združuje (takrat še pod drugim imenom) pripravil že decembra 2010 in 2011. Takrat je združil voditeljski par Miro V. Kodrič in lik Tete Tončke, ki ga je igral Jakob Polajžer. Ta par je prireditev vodil šest let, nazadnje 26. novembra 2017. Prvi posneti projekt pod imenom Moč glasbe nas združuje je bil 30. marca 2012 v športni dvorani Benedikt, naslednji pa v Rogatcu aprila istega leta.
Novembra 2015 se je projekt preselil iz Benedikta v športno dvorano Lenart, kjer je še danes. Marca 2017 je Mira V. Kodriča zamenjala Jasna Kuljaj. Teto Tončko je najprej marca 2018 zamenjal Anton aus Tirol, novembra 2018 pa Vinko Šimek. Marca 2019 se je kot voditelj pridružil Sašo Dobnik, ki igra lik gasilca Saša. Prireditev še danes skupaj vodi voditeljski par Kuljaj in Dobnik.  Decembra 2020 sta v času korona virusa bili posneti 3-urna božična in 5-urna silvestrska oddaja, ki sta temeljili na spominih iz preteklih let. Za to priložnost se je Jakob Polajžer ponovno oblekel v lik tete Tončke.
Leta 2019  so glasbenikom začeli podeljevati nagrade za posebne dosežke v glasbeni karieri. Ena izmed podeljenih diamantnih plošč je razstavljena v muzeju Alfija Nipiča. Številni glasbeniki tukaj obeležujejo svoje jubileje glasbenega ustvarjanja. Tuje glasbenike večkrat postavijo pred izziv, da izvedejo kakšno slovensko pesem (npr. Klapa Maslina je zapela pesem Slovenija, od kod lepote tvoje, Klapa Šufit pa Čebelarja).

## Statistika
S ponovitvami je ocenjeno, da si oddajo povprečno ogleda več kot 100.000 gledalcev. Prireditev Moč glasbe nas združuje se je predvajala kot 4-urni silvestrski program leta 2019 in je bila druga najbolj gledana silvestrska glasbena oddaja v Sloveniji (na prvem mestu je bil Silvestrski pozdrav na RTV SLO). Aprila 2020 se je predvajala na TV3 in je v tem terminu prišla pod sam vrh gledanosti (nad so bili samo RTV SLO, POP TV in A kanal). Projekt je aktiven tudi na medmrežju, kot so Facebook, Instagram in YouTube. Na YouTube profilu ima že več kot 35,9 mio ogledov ter 31.900 naročnikov. 
Mesečno beleži cca 1.000.000 ogledov in cca 800 novih naročnikov. Moških gledalcev je 54,2 %, ženskih pa 45,8 %, večina gledalcev je starih nad 25 let. Posnetki so najbolj gledani v naslednjih državah (po vrstnem redu): Slovenija, Hrvaška, Poljska, Nemčija, Srbija … Prav tako si koncertno snemanje v živo ogleda tudi vedno več tujih gledalcev. O dogajanju na prireditvah pa poročajo slovenski in tuji mediji.

## Nastopajoči
Na odru prireditve Moč glasbe nas združuje je bilo veliko glasbenikov, ki več ne igrajo ali jih le redko vidimo, kot so Rendez-Vous (z Rudanom in Wolfom), Magnet, Aleksander Jež, Hazard, Marta Zore, Amigos, Prerod, Rdeči dečki, iz Amerike sta prišla Božidar Wolfand Wolf in Moni Kovačič… 
Gostili pa so tudi druga velika imena domače in tuje glasbene scene, kot so Alfi Nipič, Vlado Kalember & Srebrna krila, Neda Ukraden, Andrej Šifrer, Pepel in kri, Tereza Kesovija, Željko Bebek, Emilija Kokić, Jasmin Stavros, Manca Špik, Isaac Palma, Čudežna polja, Alen Nižetić, Klapa Maslina, Nace Junkar, Daniel Popović, Džo Maračić Maki, Ansambel Svetlin, Mladen Grdović, Marijan Smode, Boris Kopitar, Rajko Dujmić (Novi fosili), Berekini, Ansambel bratov Poljanšek, Zdravko Škender, Vesele Štajerke, Matko Jelavić, Marina Tomašević, Dejan Vunjak, Obvezna smer, Latino, Rogoški slavčki, Malibu, Mariachi La Paloma, Crveni koralji, Peter Januš, Zlatko Pejaković, Mladi Dolenjci, Ivana Kovač, Tomaž Domicelj, Skater, Štirje kovači, Šime Ivčić, Đani Maršan, Sredenšek sekstet, Miro Ungar, Đani Stipaničev, Strmina, Damjan Zih, Zlatko Dobrič, Kićo Slabinac, Ansambel Donačka, Klapa Šufit, Tobee in Vroni iz Nemčije, Aleksander Mežek, Klapa Puntamika, Lidija Percan, Rok Kosmač, Marjan Zgonc, Jože Kobler, Goran Karan, Edvin Fliser, Duško Lokin, Nova legija, Irena Tratnik, Klapa Cambi, Vuco, Darko Domijan, Branka Kraner, Veter, Vladimir Kočiš Zec, Lepi dečki, Vili Resnik, Boris Novković, svetovno znana čelistka Ana Rucner, Tjaša & Uroš, Gamsi, Gadi, Vinko Šimek, Natalija Verboten, Klapa Kampanel, Mladi Gamsi, Ansambel Roka Žlindre, Beneški fantje, Tanja Ribič, Miran Rudan, Werner, Darja Gajšek, 1 x band, Jay Bolk, Damjan Murko, Davorin Bogović (ex Prljavo Kazalište), Indira Forza (ex Colonia), Eva Sršen, Rudi Šantl, Ansambel Petra Finka, 4 Asa, Rok'n'Band, Jurica Pađen & Aerodrom, 12. nadstropje z Ivanom Hudnikom, ansambel Štrk, Elio Pisak, Mesečniki, Monroe Band, Ptujskih 5 … 
Med zgoraj navedenimi je tudi veliko glasbenikov, ki so se preizkusili na odru Evrovizije. Ena izmed njih je tudi glasbenica, ki je leta 1989 s svojo skupino Riva dosegla edino zmago Jugoslavije na Evroviziji. Leta 2022  so posneli tudi reportažo z legendarno angleško skupino Smokie.

### Prejemniki nagrad za posebne dosežke v glasbeni karieri:
- Diamantna plošča: Alfi Nipič[5], Vlado Kalember & Srebrna krila, Zlatko Pejaković, Aleksander Jež, Štirje kovači, Daniel Popović, Džo Maračić Maki
- Platinasta plošča: Rendez-Vous, Tomaž Domicelj, Vladimir Kočiš Zec, 4 Asa, Magnet
- Zlata plošča: Božidar Wolfand Wolf, Ansambel Petra Finka, Rok'n'Band, Indira Forza (ex Colonia), Eva Sršen, Elio Pisak
- Srebrna plošča: Werner, 1 x band, 12. nadstropje

### Prizorišča:
ŠD Lenart, Benedikt, Rogatec, studio

### Ustvarjalci:
- Voditelji: Jasna Kuljaj, Sašo Dobnik (Gasilec Sašo)
- Nekdanji voditelji: Miro V. Kodrič, Jakob Polajžer (Teta Tončka)
- Priložnostni voditelji: Vinko Šimek (Jaka Šraufciger), Emil Šmid (Anton aus Tirol), Slavc L. Kovačič (Spidi, Upokojeni novinar Ignac Penkalo), Kristijan Slodnjak (Hansi Legenda), Darko Kegl (Korenof Lujzek)
- Režiserja: Denis Poštrak, Vinko Lukač
- Scenarist: Denis Poštrak
- Scenograf: Denis Poštrak
- Producent: Denis Poštrak

### Avizo Moč glasbe nas združuje
- Glasba: Marin Seko
- Besedilo: Denis Poštrak
- Aranžma: Marin Seko
- Mastering: Igor Ivanović
- Produkcija: Marin Seko
- Vokal: Anita Kralj
- Spremljevalni vokali: Gordana Seko, Anita Kralj
- Snemanje vokalov Anite Kralj: Primož Grašič
- Video: Provideo, Vinko Lukač